# Resolució 264 del Consell de Seguretat de les Nacions Unides
La Resolució 264 del Consell de Seguretat de les Nacions Unides, aprovada el 20 de març de 1969 després que una resolució de l'Assemblea General de les Nacions Unides va acabar el mandat d'Àfrica del Sud-oest (Namíbia).
D'acord amb la UNSCR 264, l'ONU va assumir la responsabilitat directa del territori i va declarar que la presència continuada de Sud-àfrica a Namíbia era il·legal i va demanar al Govern de Sud-àfrica que es retirés immediatament.
El Consell de Seguretat va condemnar la negativa de Sud-àfrica a complir amb les resolucions anteriors, va declarar que Sud-àfrica no tenia dret a promulgar el projecte de llei d'Àfrica del Sud-oest i que les accions de Sud-àfrica estaven dissenyades per destruir la unitat nacional i la integritat territorial Namíbia a través de l'establiment de bantustans. El Consell va decidir que, en cas d'incompliment per part del Govern de Sud-àfrica de complir amb les disposicions de la present resolució, es reunirà immediatament per determinar les mesures necessàries que s'han de prendre. Va donar al secretari general de les Nacions Unides la responsabilitat de seguir la implementació de la resolució i informar al Consell de Seguretat.
La resolució es va aprovar amb 13 vots a favor; França i el Regne Unit es van abstenir.